# 湯尼·坎普
安東尼·艾倫·坎普（英語：Anthony Allen Kemp，1991年10月31日—），為前美國職棒大聯盟的二壘手與外野手，他生涯曾效力過太空人、小熊、運動家與金鶯等隊。

## 職業生涯

### 休士頓太空人
2013年美國職棒大聯盟選秀，太空人在第5輪選進坎普。2016年5月中，坎普登上大聯盟。中間球隊因為拉上另一名新人A. J. Reed而將坎普下放3A。8月7日，太空人將Carlos Gómez給指定讓渡，並讓坎普和傑克·馬瑞斯尼克輪替擔任先發中外野手。
2017年，在3A的坎普因為泰奧斯卡·赫南德茲受傷而回到大聯盟。5月1日，因為馬瑞斯尼克傷癒回歸，因此坎普又回到3A。整季他僅出賽17場比賽，打擊率為2成16，並打回4分打點。儘管坎普從未進入季後賽名單，但仍隨隊獲得世界大賽冠軍戒指。
2018年，坎普出賽97場比賽，打擊率為2成63，並敲出6轟與30分打點。2018年美國聯盟冠軍賽第2場，坎普因為打出界外球後過了很久才回到打擊區內而被紅襪球迷取笑。第3場，他在全壘打牆前跳起來接殺史蒂夫·皮爾斯的深遠飛球。第4場，他從瑞克·波瑟羅手中敲出全壘打。
2019年7月26日，球隊為了騰出空間給卡洛斯·柯瑞亞，而將坎普給指定讓渡。這年他的打擊率為2成27，並敲出7轟。

### 芝加哥小熊
2019年7月31日，太空人將坎普交易到小熊，換來馬丁·馬唐納多。

### 奧克蘭運動家
2020年1月13日，小熊將坎普交易到運動家，換來Alfonso Rivas。這年他繳出2成47的打擊率，沒有敲出全壘打，只打回4分打點。2021年，他的打擊率為2成79，並敲出8轟與37分打點。
2022年，坎普的打擊率為2成35。他的擊球初速84.4英里/小時為全大聯盟最低，強勁擊球率14.9%也在大聯盟敬陪末座。

## 外部連結
- 球員資訊和成績在MLB ，ESPN ，Retrosheet ，Baseball Reference ，Baseball Reference (Minors) ，Fangraphs ，The Baseball Cube （英文）
- 湯尼·坎普的X（前Twitter）